# 天门洞 (张家界)
天门洞坐落在中国湖南省张家界天门山，高131.5米，宽57米，深60米，是世界海拔最高的天然穿山溶洞。

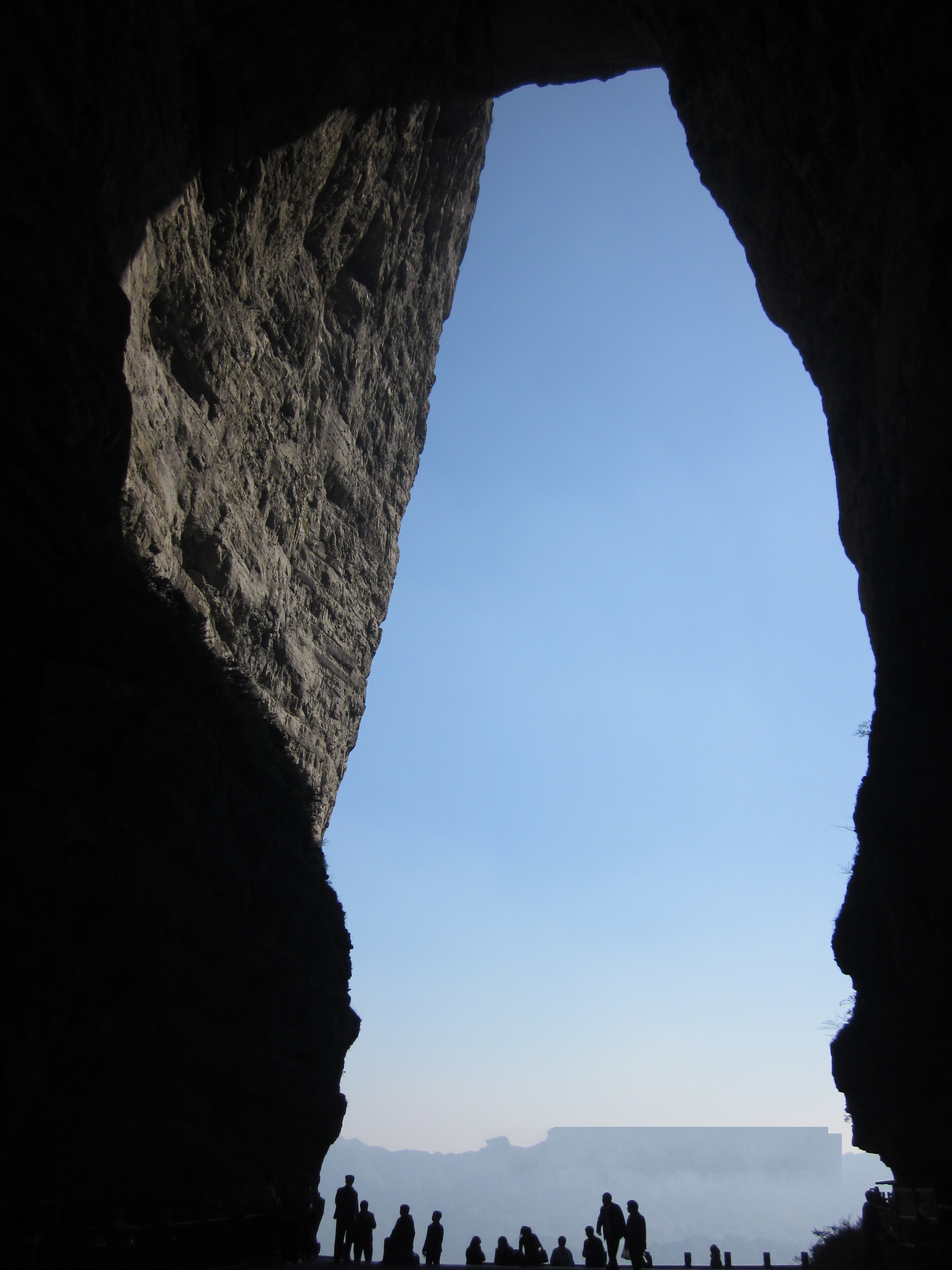
张家界天门山天门洞。

## 简史
三国时期吴国永安六年（263年），嵩梁山突然裂开一个洞口，吴王孙休视为吉祥，故而命名“天门山”。
1999年12月，世界特技飞行大师驾驶飞机穿越天门洞，实现人类首次驾飞机穿越自然溶洞的壮举，轰动全球。
2006年3月，俄罗斯空军特技飞行表演在天门山上演。曾计划以重型战斗机苏-27、苏-30穿越天门洞，但没有实现。
2007年11月18日，法国冒险家阿兰·罗伯特徒手攀上天门山洞顶，耗时仅40分钟。
2011年9月24日，美国著名极限跳伞运动员杰布·克里斯在第一次试飞失败的情况下穿无动力翼装成功穿越张家界天门洞。

## 地理
天门洞高131.5米，宽57米，深60米，海拔1300米，史载有“天门吐雾”、“天门灵光”、“天门翻水”和“天门转向”的自然奇观。地方志记载天门洞有“天门十景”。

## 文化
元朝末年，张兑辞官回乡遇见了杨辀。杨辀绘制了天门山图，张兑给他赋诗配画:“天门洞云气通，江东峨嵋皆下风。”并放言：“他日功成期早归，相与为邻住山下。” 
清朝诗人俞已谟赋诗说：“莫畏山高空仰止，此中真有上天梯。”